# Kappeln
Kappeln (danska: Kappel) är en stad i Kreis Schleswig-Flensburg i Schleswig-Holstein (Sydslesvig). Staden ligger väst om Slien på halvön Angeln vid övergången till halvön Schwansen. Folkmängden uppgår till cirka 9 000 invånare. Området öst om Slien heter Ellenberg.
Kappeln är känd för sin klaffbro över Slien och sitt sillfiske. Staden har både en tysk och en dansk skola och är tvåspråkig.

## Historia
Kappeln har fått sitt namn av Sankt Nikolaj kapell, och omnämndes för första gången 1375. Kapellet ersattes senare av en kyrka. Under medeltiden låg staden i Ny härad och 1406 inrättades den under Schleswig stift. 1533 blev Kappeln och dess omgivning ett godsdistrikt under Gut Roest.
Under 1600-talet ville godsägaren Ditlev Rumohr göra Kappelns invånare livegna, efter att borgarna i Kappeln köpt honom fri från turkisk fångenskap. Hans krav om livegenskap orsakade en stor emigrationsvåg från staden och ungefär 100 familjer grundade en ny ort på ön Arnis. Först 1799 avskaffades livegenskapen av den danska ståthållaren Karl II av Hessen-Kassel.
1814 upprättade Karl II av Hessen-Kassel de första danska koloniträdgårdarna i Kappeln (Carlshaver eller Carlsgärten). Idén var att ge stadens borgare en möjlighet att odla egna frukter och grönsaker.
1842 fick staden status som handelsstad och efter 1853 blev den huvudort i nyskapade Kappel härad. Efter dansk-tyska kriget 1864 blev Kappeln tyskt och fick 1870 köpstadsrättigheter.
En fast färjeförbindelse mellan Kappeln och Elleborg etablerades 1671. 1927 byggdes en bro som ersattes med den nuvarande klaffbron 2002.
Kappelns stadsvapen visar helgonet Kristoffer som bär Jesus som barn över en flod eller en vik.